# جون كارتر (معلم موسيقى)
جون كارتر (بالإنجليزية: John Carter)‏ هو عازف جاز أمريكي، ولد في 24 سبتمبر 1929 في فورت وورث في الولايات المتحدة، وتوفي في 31 مارس 1991 في لوس أنجلوس في الولايات المتحدة.

## وصلات خارجية
- جون كارتر على موقع ميوزك برينز (الإنجليزية)
- جون كارتر على موقع أول ميوزيك (الإنجليزية)
- جون كارتر على موقع ديسكوغز (الإنجليزية)